# Joppa parva
Joppa parva är en stekelart som beskrevs av Gyöö Viktor Szépligeti 1903. Joppa parva ingår i släktet Joppa och familjen brokparasitsteklar. Inga underarter finns listade i Catalogue of Life.